# Issa (bướm đêm)
Issa là một chi bướm đêm thuộc họ Geometridae.